# Rue Tartarin
 (juin 2014).
Si vous disposez d'ouvrages ou d'articles de référence ou si vous connaissez des sites web de qualité traitant du thème abordé ici, merci de compléter l'article en donnant les références utiles à sa vérifiabilité et en les liant à la section « Notes et références ».
Pour plus de détails, voir Fiche technique et Distribution.
Rue Tartarin est un film français de court métrage coécrit et réalisé par Okacha Touita en 1980.

## Fiche technique
- Titre : Rue Tartarin
- Réalisation : Okacha Touita
- Scénario : Mohamed Bouchibi, Dominique Lancelot et Okacha Touita
- Musique : Hamid Mesbahi
- Photographie : Gilberto Azevedo
- Montage : Catherine Dubeau
- Production : Ulysse Laugier
- Société de production : Banc public et O.C.C.
- Société de distribution : Agence du court métrage (France)
- Pays de production :  France
- Genre : Drame
- Durée : 14 minutes
- Dates de sortie : 
  - France : 1980

## Distribution
- Miloud Khetib
- Boudjema Bouhada
- Mohamed Djouhri